# Anolis nebuloides
Anolis nebuloides – gatunek jaszczurki z rodziny Anolidae i kladu Iguania. Endemit Meksyku spotykany w lasach i na plantacjach.

## Systematyka
Gatunek zaliczany jest do rodzaju Anolis. Zaliczany bywał też do Norops, obecnie uznawanego za młodszy synonim Anolis. Rodzaj Anolis umieszcza się obecnie w monotypowej rodzinie Anolidae. W przeszłości zaliczano go jednak do rodziny legwanowatych (Iguanidae).

## Rozmieszczenie geograficzne
Jedynym miejscem, gdzie jaszczurki te występują, jest meksykański stan Oaxaca, w obrębie którego zasiedlają Sierra Madre Południową na wysokości pomiędzy 800 a 1850 m n.p.m. Bytują w górskim lesie porośniętym sosnami i dębami. Stwierdza się je na niskich drzewach, na roślinności krzewiastej i w ściółce. Potrafią zaadaptować się, bytując w lasach wtórnych, a nawet na plantacjach kawy czy bananów.

## Zagrożenia i ochrona
W Czerwonej księdze gatunków zagrożonych IUCN Anolis nebuloides jest klasyfikowany jako gatunek najmniejszej troski (LC, ang. Least Concern).
Nie wydaje też się, by istniały jakieś poważne zagrożenia dla tego gatunku, który lokalnie jest nawet pospolity. Trend liczebności populacji oceniany jest jako stabilny, IUCN dostrzega jednak potrzebę przeprowadzenia badań nad tym gatunkiem.